# Cá tầm râu tua
Cá tầm tua râu hay cá tầm tàu, cá tầm hoang, cá tầm gai (danh pháp hai phần: acipenser nudiventris) là một loài cá tầm. Trước đây là phong phú trong vùng biển Đen, Caspian và Aral, phạm vi của nó hiện nay chủ yếu là sông Ural (Nga và Kazakhstan), với một quần thể có thể sót lại ở sông Rioni ở Gruzia và Safid Rud ở Iran. Dân số lành mạnh nhất ở một trong những hồ Balkhash ở Kazakhstan, bên ngoài phạm vi tự nhiên của nó, nơi mà họ được giới thiệu vào những năm 1960 cho mục đích thương mại. Người ta đã thông báo rằng loài cá này có sức sinh sản tương đối cao nhất đối với bất kỳ loài cá tầm.